# Onthophagus mucronatus
Onthophagus mucronatus är en skalbaggsart som beskrevs av Thomson 1858. Onthophagus mucronatus ingår i släktet Onthophagus och familjen bladhorningar. Inga underarter finns listade i Catalogue of Life.